# Trevignano Romano

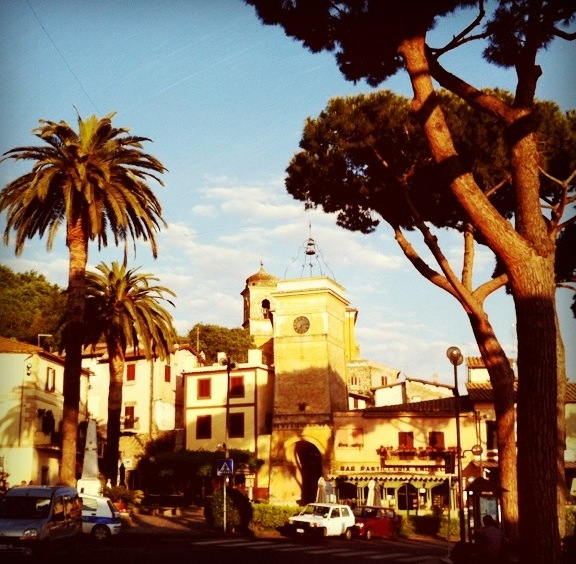
Trevignano

Trevignano Romano là một đô thị Ý. Dân số đô thị này là 5000 người, diện tích là 39 km2. Trevignano nằm bên hồ Bracciano, cách Roma 47 km. Đô thị này có tòa lâu đài xây dựng vào khoảng năm 1200 theo lệnh giáo hoàng Innocent III, và sau này được Orsini gia cố. 